# Cerdistus manii
Cerdistus manii är en tvåvingeart som beskrevs av Ignaz Rudolph Schiner 1867. Cerdistus manii ingår i släktet Cerdistus och familjen rovflugor. Inga underarter finns listade i Catalogue of Life.